# Rastrum

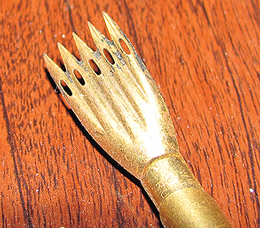
Rastrum d´un pentagrama.

Rastrum Musical

Un rastrum (o rastra ) és un instrument d'escriptura de cinc puntes utilitzat en manuscrits de música per dibuixar línies de pentagrama paral·leles quan es dibuixa horitzontalment en un full de paper en blanc per a partitures. La paraula "rastrum" significa en llatí "rasclet". Els rastres es van utilitzar per traçar línies en paper que no havia estat preimprès, i es van utilitzar àmpliament a Europa fins que el paper de pentagrama imprès es va fer barat i comú al segle xix. Alguns rastrums són capaços de traçar més d'un pentagrama alhora. La rastrologia, l'estudi de l'ús del rastrum, és una branca dels estudis del manuscrit de la música que utilitza la informació sobre el rastrum per ajudar a trobar la data i la procedència de materials musicals.

## Variants modernes

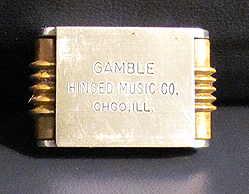
Rastrum de rodet

Hi ha un rastrum del tipus rodet que pot dibuixar dues mides del pentagrama. En els darrers anys, s'han comercialitzat rastrum amb cinc bolígrafs o amb cinc rodets auto-entintats per a estudiants i compositors. Era comú a les escoles primàries i secundàries utilitzar rastrums de guix en una pissarra per a l'educació musical. Poden anomenar-se folres del pentagrama. Una alternativa és utilitzar una pissarra per a guix amb línies de pentagrama preenregistrades. Alguns rastrum tenen marcadors per a ús en pissarres blanques. Una altra variant és l'anomenat "Stravigor", un instrument amb rodes que Stravinsky va intentar patentar al voltant de 1911. Ell els va utilitzar extensivament als seus quaderns de composició.